# Địa đạo: Mặt trời trong bóng tối
Địa đạo: Mặt trời trong bóng tối (tiếng Anh: Tunnel: Sun in the Dark), hay còn gọi ngắn là Địa đạo, là một bộ phim điện ảnh Việt Nam thuộc thể loại lịch sử – chiến tranh – chính kịch ra mắt vào năm 2025 do Bùi Thạc Chuyên làm đạo diễn kiêm viết kịch bản, và đồng thời còn là bộ phim đầu tay của ông dưới vai trò là nhà sản xuất. Với sự tham gia diễn xuất của các diễn viên gồm Thái Hòa, Quang Tuấn, Hồ Thu Anh, Diễm Hằng Lamoon, Hoàng Minh Triết, Anh Tú Wilson, Nhật Ý, Khánh Ly, A Tới, Cao Sang Lê và Cao Minh, tác phẩm theo chân một đội du kích cách mạng do Bảy Theo chỉ huy phải bảo vệ một đội thông tin tình báo chiến lược, cũng như phải chiến đấu bảo vệ địa đạo của họ trước sự xâm nhập của quân đội Mỹ.
Bùi Thạc Chuyên bắt đầu ấp ủ và phát triển dự án phim về địa đạo Củ Chi trong 10 năm kể từ sau khi thực hiện một bộ phim ngắn 3D về địa điểm này vào năm 2014. Sau khi trải qua hai lần thất bại vì nhiều nguyên nhân khác nhau, dự án bắt đầu triển khai vào năm 2022 với sự hỗ trợ từ những đơn vị tư nhân, qua đó trở thành bộ phim về chiến tranh đầu tiên của Việt Nam không sử dụng ngân sách nhà nước. Bộ phim được ghi hình từ tháng 2 đến tháng 5 năm 2024 tại Củ Chi, với việc đoàn làm phim đã mô phỏng lại địa đạo thông qua chế tạo một đường hầm dài 250 m. Phần nhạc nền của bộ phim do Clovis Schneider biên soạn, với Hứa Kim Tuyền tham gia đồng sáng tác và sản xuất ca khúc chủ đề "Mặt trời trong bóng tối", do Cao Minh và Diễm Hằng Lamoon thể hiện. 
Địa đạo: Mặt trời trong bóng tối có buổi họp báo và giới thiệu vào ngày 6 tháng 3 năm 2025, và có buổi ra mắt vào ngày 31 tháng 3 tại thành phố Hồ Chí Minh và ngày 2 tháng 4 tại Hà Nội. Tác phẩm sau đó được công chiếu trên toàn quốc vào ngày 4 tháng 4 năm 2025 nhân dịp kỷ niệm 50 năm ngày Giải phóng miền Nam. Sau khi ra mắt, tác phẩm nhận về những lời khen ngợi từ giới chuyên môn và là một thành công lớn về mặt doanh thu khi thu về 172,5 tỷ VND từ kinh phí sản xuất 55 tỷ VND.

## Nội dung
Năm 1967, chiến tranh Việt Nam đang diễn ra rất ác liệt khi quân đội Mỹ triển khai chiến dịch Cedar Falls quy mô lớn nhằm vào các căn cứ của Mặt trận Dân tộc Giải phóng miền Nam Việt Nam. Tại căn cứ Bình An Đông, một đội du kích gồm 21 người gan dạ dưới sự chỉ huy của Bảy Theo đang ngày đêm chiến đấu và bám trụ để chống giặc, ngày qua ngày họ sống ngay dưới lòng địa đạo Củ Chi. Một ngày nọ, họ bắt được Tư Đạp – một người đàn ông không rõ lai lịch thâm nhập vào vùng chiến sự. Tư Đạp kể rằng mẹ của anh là bạn thời thơ ấu của mẹ của nữ du kích Ba Hương, đồng thời nói rằng anh đã bắn hạ một máy bay trinh sát Mỹ với lý do giúp quân du kích lấy nhôm bán. Bảy Theo cho phép Tư Đạp tạm thời ở trong một căn hầm riêng. 
Một lúc sau, cán bộ trưởng Hai Thưng khi tới địa đạo đã phát hiện ra sự có mặt của Tư Đạp và muốn bắt anh đi, nhưng Tư Đạp đã chứng minh mình là người đáng tin tưởng khi chế được loại mìn gạt chống tăng có thể giúp đội du kích tiêu diệt xe tăng của Mỹ. Tư Đạp được ở lại để chế tạo vũ khí, còn Ba Hương qua làng bên để xác minh danh tính của anh. Kết quả là mọi chuyện đều đúng như lời anh nói, ngoại trừ việc hứa hôn của hai gia đình, đồng thời cô còn biết được anh thực chất là một công binh chuyên chế tạo những vũ khí, do một lần từng vô tình làm chết ba cán bộ nên anh đã phải trốn đến Bình An Đông để cư ngụ. Mặc dù trên danh nghĩa là bảo vệ kho lương thực và đạn dược trong địa đạo, song nhiệm vụ chính của quân du kích là phải bảo vệ cho các buổi truyền tin của đội thông tin tình báo chiến lược N38 do Hai Thưng chỉ huy. 
Khi phát hiện ra tín hiệu truyền tin, lực lượng quân đội Mỹ đã đổ quân đến để truy lùng quân du kích. Trong một trận càn của quân Mỹ, Sáu Lập đã bị thiêu cháy bởi súng phun lửa từ xe tăng, còn Lục Tạc chết do trúng bom tên lửa của địch. Nhằm dìm chết quân du kích để họ phải ngoi đầu ra ngoài, quân Mỹ đã bơm nhiều nước tràn ngập vào địa đạo. Trong lúc nguy cấp, Út Khờ bình thản tiết lộ với Ba Hương rằng cô đã có bầu do bị một đồng đội không rõ mặt cưỡng hiếp trong phiên canh gác của cô. Bảy Theo sau đó đã dùng khẩu B40 phá hủy máy bơm nước, giải cứu hai cô gái kịp lúc. Hôm sau, Ba Hương xin chú Sáu – cán bộ cấp cao của quân du kích – tổ chức đám cưới cho Bảy Theo và Út Khờ, sau đó dưới sự sắp xếp của chú Sáu, Út Khờ, Ba Hiếu, Bảy Sắt, và Cấm – con gái của Bảy Theo – buộc phải rời đi cùng ông để lẩn trốn. Thời gian này, Tư Đạp và Ba Hương bắt đầu nảy sinh tình cảm với nhau.
Sáng hôm sau, quân Mỹ mở đợt tấn công tiếp theo và cho xe ủi đất vào trận địa. Trong lúc chui vào địa đạo để trốn, chú Sáu chẳng may bị bom của địch làm trọng thương không thể chạy được, nên ông đành tự sát bằng lựu đạn trước mặt toán lính Mỹ, còn Út Khờ và Cấm cũng đã chết do trúng khí độc của kẻ địch. Mọi chuyện ngày càng nghiêm trọng hơn khi quân Mỹ cử hai tên lính chuột cống vào địa đạo tìm diệt quân du kích, điều này khiến cho Bảy Sắt và Ba Hiếu hy sinh trong cuộc giao chiến. Sau khi hạ được một tên lính chuột cống, Bảy Theo bị bắn trọng thương, trong khi Ba Hương phải đâm chết tên lính còn lại do Tư Đạp bất ngờ xuất hiện từ dưới địa đạo lên. Cùng lúc đó, đội thông tin tình báo chiến lược N38 đã hoàn thành xong nhiệm vụ truyền tin và lập tức rời khỏi địa đạo, tạo điều kiện để cho Bảy Theo nổ mìn làm sập và chôn vùi hết địa đạo trước khi anh lâm chung. Chỉ còn lại Tư Đạp và Ba Hương còn sống sót sau đợt đột kích, cả hai đã đưa thi thể của tên lính Mỹ lên chiếc bè rồi lặn xuống sông bơi đến vùng an toàn, chuẩn bị cho cuộc chiến sắp tới. 
Trong phần cảnh danh đề, những cựu chiến binh từng là du kích Củ Chi đã có buổi tâm sự về những ngày tháng họ chiến đấu ở vùng đất này.

## Diễn viên
- Thái Hòa trong vai Bảy Theo,[8][9] thủ lĩnh của đội du kích 21 thành viên tại căn cứ Bình An Đông ở địa đạo Củ Chi.
- Quang Tuấn trong vai Tư Đạp,[9][10] người chuyên chế tạo các loại vũ khí hỗ trợ cho đội du kích. Nhân vật Tư Đạp được xây dựng dựa trên hình mẫu của Tô Văn Đực, một vị Anh hùng Lực lượng vũ trang nhân dân từng tham gia các trận đánh ở địa đạo Củ Chi.[10]
- Hồ Thu Anh trong vai Ba Hương,[9][11] thành viên của đội du kích tại căn cứ Bình An Đông, nổi bật nhờ bản lĩnh gan dạ và kiên cường.
- Diễm Hằng Lamoon trong vai Út Khờ,[12][13] thành viên của đội du kích tại căn cứ Bình An Đông, nổi bật nhờ sự ngây thơ, trong trẻo và yêu thích ca hát.
- Hoàng Minh Triết trong vai Hai Thưng,[9] cán bộ trưởng của đội thông tin tình báo chiến lược N38.
- Anh Tú Wilson trong vai Lục Tạc,[9] thành viên của đội du kích tại căn cứ Bình An Đông và là bạn thân của Sáu Lập.
- Nhật Ý trong vai Ba Hiếu,[9][11] thành viên của đội du kích tại căn cứ Bình An Đông và là người chuyên phục vụ trong căn bếp.
- Khánh Ly trong vai Cấm,[9][11] thành viên của đội du kích tại căn cứ Bình An Đông và là con gái của Bảy Theo.
- A Tới trong vai Bảy Sắt,[9] thành viên của đội du kích tại căn cứ Bình An Đông.
- Cao Sang Lê trong vai Sáu Lập,[9] thành viên của đội du kích tại căn cứ Bình An Đông và là bạn thân của Lục Tạc.
- Cao Minh trong vai chú Sáu,[9] cán bộ cấp cao của đội du kích và là người luôn khuyến khích tinh thần cho họ.

Ngoài ra, bộ phim còn có sự tham gia diễn xuất của Karel Granat và Albert Kalimullin trong các vai Eddie Smith và Terry, những người lính Mỹ tham chiến ở địa đạo Củ Chi; Dustin Phúc Nguyễn vào vai phiên dịch viên của quân đội Mỹ; Nguyễn Tấn Kha và Bảo Định trong các vai hai cần vụ Cần và Kiệm; và Bạch Ngọc Anh Thư vào vai một trong những thành viên quần chúng của đội du kích. Bùi Thạc Phong, con trai của Bùi Thạc Chuyên, xuất hiện trong phim qua vai diễn thành viên đánh mã Morse của nhóm thông tin tình báo chiến lược N38.

## Sản xuất

### Phát triển

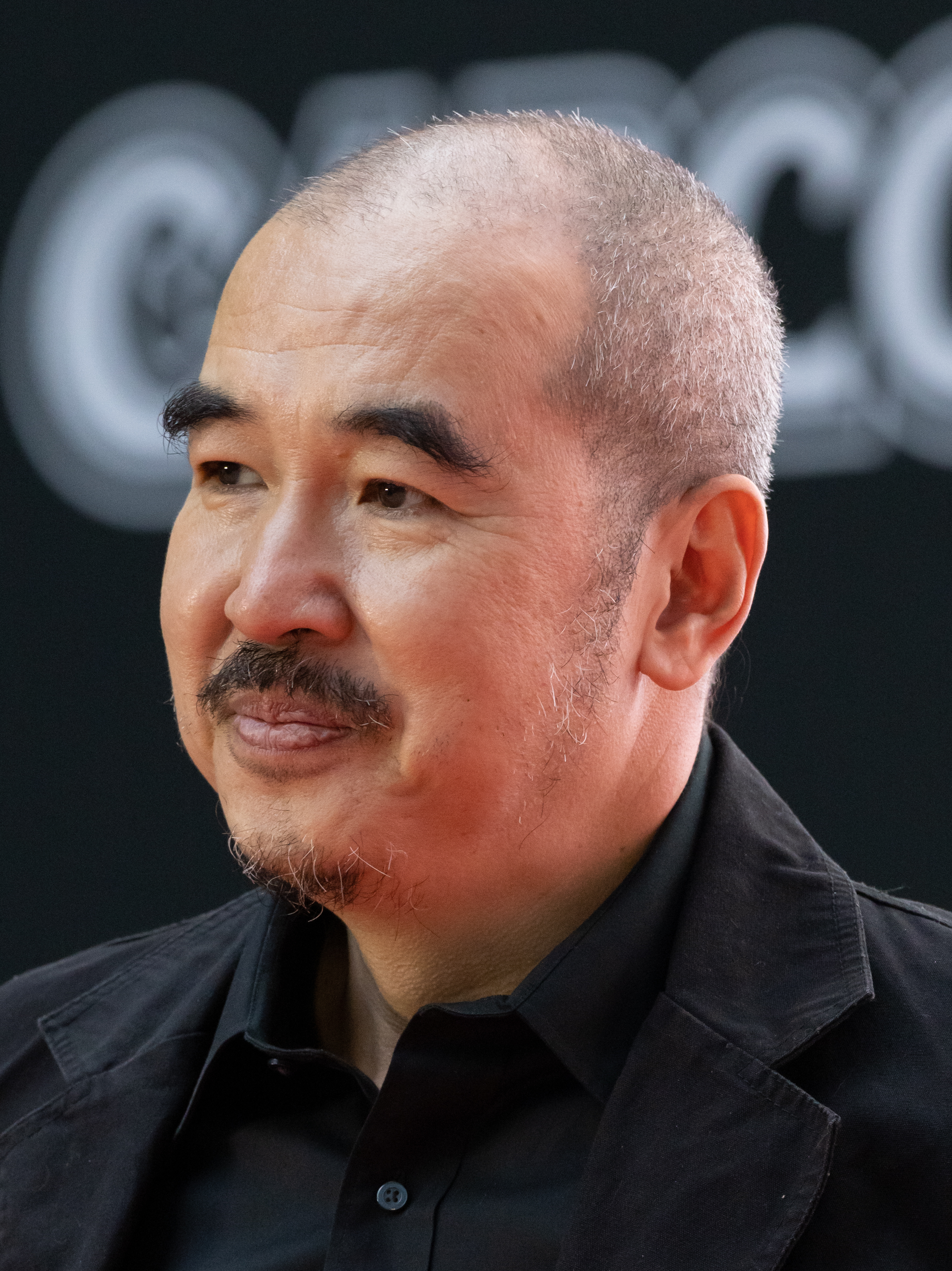
Việc tham gia trải nghiệm tại địa đạo Củ Chi là cơ sở để Bùi Thạc Chuyên phát triển bộ phim trong mười năm.

Năm 2014, Bùi Thạc Chuyên đã từng ghé thăm đến địa đạo Củ Chi, sau đó ông thực hiện một dự án phim 3D dài 10 phút về địa điểm này, chính trải nghiệm đó đã giúp ông ấp ủ phát triển một bộ phim về địa đạo. Để làm được điều đó, Chuyên và đoàn làm phim đã dành nhiều thời gian để trò chuyện với các cựu chiến sĩ du kích về những trải nghiệm của họ ở địa đạo Củ Chi, trong đó có Tô Văn Đực, sau đó Chuyên bắt đầu tập trung viết kịch bản và chỉnh sửa rất nhiều lần để phù hợp với nội dung, và cuối cùng ông đã hoàn thành kịch bản vào năm 2016. Dự án từng được lên lịch triển khai vào năm 2017 song không đủ nguồn vốn để đầu tư, và ba năm sau, đã có một đơn vị sản xuất ở Úc ngỏ lời hợp tác với Chuyên để thực hiện bộ phim nhưng bất thành, một phần do ảnh hưởng của đại dịch COVID-19, cũng như việc Chuyên lo ngại rằng nếu dự án quay tại Úc thì sẽ không hợp lý.
Đến năm 2022, Chuyên cảm thấy đây là thời điểm phù hợp để bắt đầu triển khai dự án sau hai lần không thành công, và kết quả là có tới sáu nhà đầu tư đồng ý bỏ vốn đầu tư cho dự án. Là bộ phim chiến tranh Việt Nam đầu tiên không sử dụng kinh phí từ nhà nước, song bộ phim đã nhận được sự hỗ trợ từ đại diện của các cơ quan và tổ chức nhà nước gồm Thành ủy Thành phố Hồ Chí Minh, Ủy ban nhân dân Thành phố Hồ Chí Minh, Ban Tuyên giáo Trung ương Đảng Cộng sản Việt Nam, Bộ Quốc phòng, Quân khu 7, Ban Tuyên giáo Thành phố Hồ Chí Minh, Sở Văn hóa Thể thao và Du lịch Thành phố Hồ Chí Minh.
Khi bắt tay hợp tác với Bùi Thạc Chuyên, Nguyễn Thành Nam, một trong những nhà đầu tư đóng góp kinh phí làm bộ phim, cho biết việc gặp gỡ đạo diễn để thực hiện tác phẩm này là "một cái gì đó để cùng nhau làm", bởi ông muốn "góp phần làm cho giới trẻ quan tâm, tìm hiểu và suy ngẫm về chiến tranh Việt Nam, đồng thời cũng giới thiệu cho những người Mỹ một góc nhìn khác về chiến tranh Việt Nam". Theo chia sẻ của các đơn vị tư nhân, lý do cho việc lựa chọn địa đạo Củ Chi để đầu tư là do địa đạo cùng đường Trường Sơn được nhiều nhà nghiên cứu quân sự cho rằng đây là những công trình quân sự khoa học và kỳ vĩ; mà địa đạo Củ Chi là nơi đã giúp cho một lực lượng yếu "đứng vững trước sức ép" của một đối thủ mạnh.

### Chọn diễn viên
Thái Hòa là người được Bùi Thạc Chuyên lựa chọn cho vai diễn Bảy Theo, bởi Chuyên cho biết anh là "một diễn viên giỏi, hợp vai cả về ngoại hình lẫn tuổi tác". Bản thân Thái Hòa cũng cho biết lý do anh tham gia bộ phim là do ông ngoại của vợ anh là một người lão thành cách mạng từng tham gia kháng chiến chống Mỹ ở địa đạo Củ Chi, cũng như sự khích lệ từ vợ của anh. Với vai diễn Út Khờ, Chuyên đã chọn Diễm Hằng Lamoon bởi ông đã từng tình cờ xem cô tham gia cuộc thi Thần tượng âm nhạc Việt Nam vào năm 2023 và tỏ ra ấn tượng về sự hồn nhiên, trong sáng của cô; hơn nữa cô cũng từng theo học tại Trường Đại học Sân khấu – Điện ảnh Thành phố Hồ Chí Minh.
Để vào vai các du kích thời chiến, nhiều diễn viên đã phải giảm cân và phơi nắng để phù hợp theo yêu cầu của Bùi Thạc Chuyên, ngoài ra một số diễn viên cũng phải thực hiện nhiều khóa huấn luyện riêng biệt nhằm đảm bảo rằng ngoại hình của các nhân vật phải được chân thực trong bối cảnh chiến tranh. Bản thân Quang Tuấn cho biết anh đã phải giảm cân từ 77kg xuống còn 63kg chỉ trong vòng hai tháng và mỗi tuần đều phải báo cáo cân nặng cho đạo diễn. Các diễn viên khác cũng phải thực hiện tương tự cho quá trình này, với Diễm Hằng Lamoon đã xuống cân 10kg, còn Hồ Thu Anh cũng đã phải ép cân xuống khoảng 6kg để bắt đầu ghi hình.

### Quay phim
Bộ phim bắt đầu khởi quay vào ngày 24 tháng 2 năm 2024, với 14 giờ ghi hình mỗi ngày. Những hình ảnh rò rỉ cho thấy diễn viên Thái Hòa đang mặc bộ trang phục du kích của Mặt trận Dân tộc Giải phóng miền Nam Việt Nam, bên cạnh đó Quang Tuấn và Hồ Thu Anh cũng xuất hiện tại phim trường. Trước khi ghi hình, một phim trường ở Củ Chi cũng đã được thực hiện phục dựng như hình ảnh của địa đạo Củ Chi. Theo Bùi Thạc Chuyên, đây là bộ phim thúc giục ông mãnh liệt nhất và khi thực hiện ông "cảm nhận được niềm tự hào về dân tộc, tình yêu Tổ quốc của các thế hệ đi trước".
Để tái hiện lại địa đạo một cách chân thực nhất, đoàn làm phim đã chế tạo một mô hình đường hầm 250 m để mô phỏng địa đạo, do địa đạo thật có đường kính rất nhỏ và không thể đặt máy quay vào trong để quay phim. Từ mô hình 3D, đội ngũ thiết kế đã sử dụng thạch cao và nhiều chất liệu khác để chế tạo đường hầm, với lớp trong cùng là đất, bề mặt được vẽ màu chi tiết, các hiệu ứng và rễ cây được bổ sung để tạo cảm giác chân thực cho mô hình. Đối với cảnh bom nổ trên mặt đất và dưới địa đạo chịu rung chấn, đoàn làm phim đã làm một bệ lớn và đặt mô hình đường hầm lên trên, sau đó họ thuê các kỹ sư thiết kế máy tạo rung động với tần số phù hợp. Bên cạnh đó, đoàn còn chế tạo một máy để làm sập hầm, đất phủ lên người diễn viên đối với cảnh xe tăng càn quét khu rừng. Việc tái hiện cảnh bên ngoài địa đạo được thực hiện tại một cánh rừng ven sông Sài Gòn ở Củ Chi. Theo đó, đoàn làm phim đã thuê sáu héc-ta rừng, sử dụng nhiều thuốc nổ để tạo khoảng 50 hố bom nhưng vẫn phải đảm bảo về môi trường. Ngoài ra, đoàn còn huy động một loạt những vũ khí siêu hạng mà Mỹ đã từng sử dụng trong chiến tranh Việt Nam.
Nguyễn K'Linh, đạo diễn hình ảnh của bộ phim, cho biết anh gặp khó khăn trong việc lắp đặt ánh sáng, thiết bị vào máy quay vì đường hầm không đủ không gian để thực hiện, hơn nữa các cảnh quay đều phải được thực hiện bằng tay bởi địa điểm quá chật hẹp và không thể lắp đường ray cho máy quay di chuyển được. Địa hình phức tạp và không gian hạn chế của địa đạo đã khiến thời gian ghi hình tốn gấp sáu lần so với những tác phẩm khác, có lúc đã khiến một vài cảnh quay rung đến mức không thể sử dụng được, điều này đã buộc tổ quay phim phải tập thể lực một cách nghiêm túc để làm quen với việc ghi hình tại bối cảnh này. Ngày 16 tháng 5 năm 2024, bộ phim chính thức đóng máy, kết thúc quá trình ghi hình kéo dài gần ba tháng, và bước vào giai đoạn hậu kỳ.

### Nhạc phim

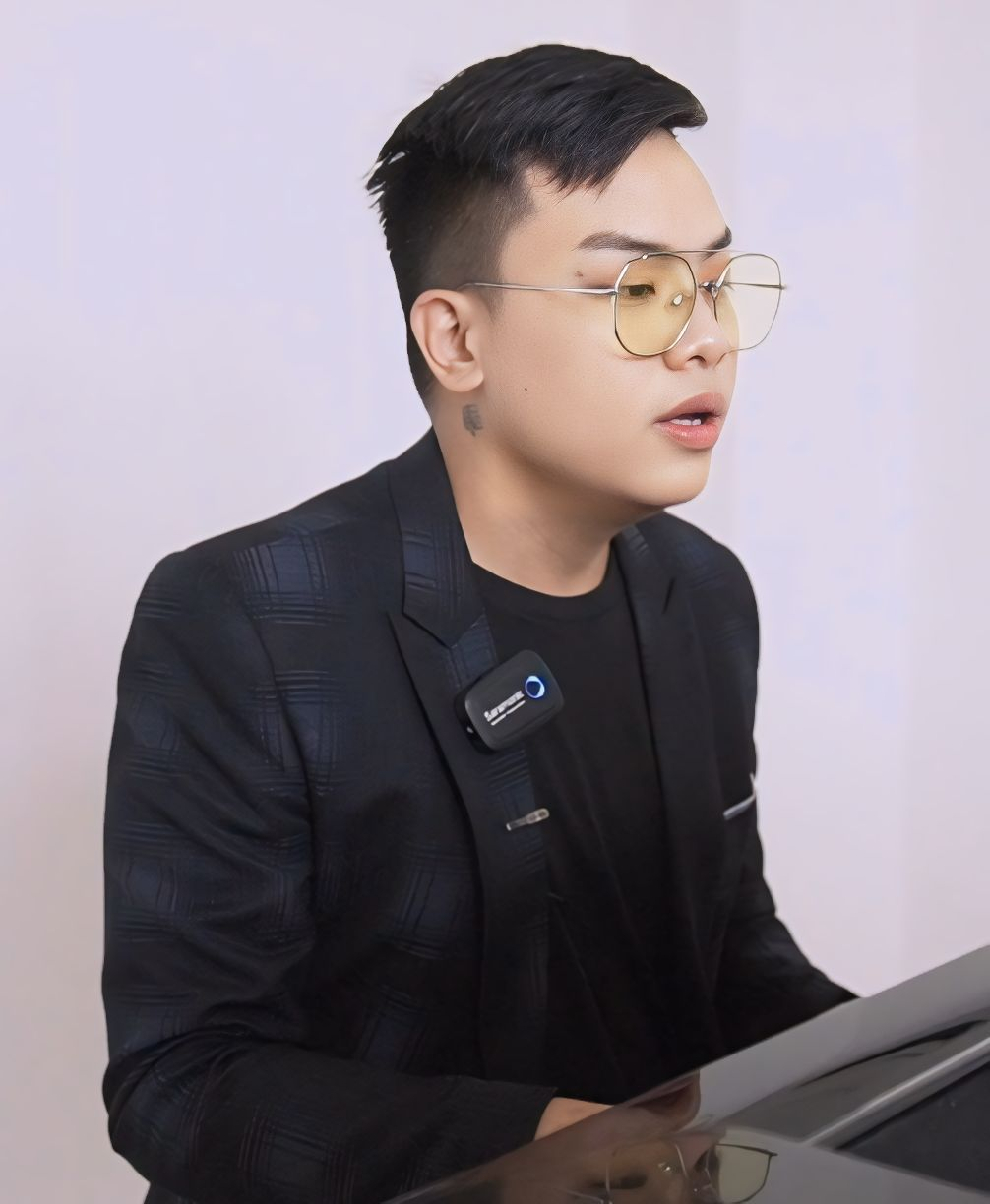
Hứa Kim Tuyền là người tham gia đồng sáng tác và sản xuất "Mặt trời trong bóng tối", ca khúc chủ đề của bộ phim.

Phần nhạc nền của bộ phim do nhà soạn nhạc người Pháp Clovis Schneider phụ trách thực hiện. Lý giải về việc chọn Schneider thực hiện phần nhạc phim, Bùi Thạc Chuyên cho biết do thời gian sản xuất rất gấp nên ông đã chủ động tìm kiếm và hợp tác với một nhạc sĩ quốc tế để đảm bảo tiến độ, hơn nữa ông chọn Schneider bởi anh từng làm nhạc cho phim Việt Nam (cụ thể là In the Nguyễn Kitchen, một bộ phim có yếu tố về Việt Nam của nhà làm phim người Pháp gốc Việt Stéphane Lý Cường). Nhằm thống nhất với đạo diễn về việc phải sử dụng các nhạc cụ Việt Nam trong bản nhạc phim, Schneider đã mua một cây đàn guitar phím lõm để tập cách sử dụng trong quá trình biên soạn. Bên cạnh đó, nhằm tri ân cho dòng nhạc cải lương, ca khúc vọng cổ "Tần Quỳnh khóc bạn" của soạn giả Viễn Châu đã được sử dụng trong một cảnh phim do nhân vật Út Khờ của Diễm Hằng Lamoon thể hiện.
"Mặt trời trong bóng tối" được tiết lộ là ca khúc chủ đề của bộ phim, xuất hiện ở phần danh đề và hình ảnh tư liệu về địa đạo Củ Chi ở cuối phim. Do Hứa Kim Tuyền tham gia đồng sáng tác và sản xuất, ca khúc được Cao Minh và Diễm Hằng Lamoon thể hiện cùng với phần hòa giọng hỗ trợ của nhóm dàn ca Saigon Choir, qua đó đánh dấu đây là ca khúc đầu tiên của Hứa Kim Tuyền không thuộc thể loại nhạc pop so với những ca khúc mà anh đã từng thực hiện trước đây. Chia sẻ về việc thực hiện ca khúc này, Tuyền cho biết anh chỉ có 13 ngày để hoàn thành bài hát nhằm đẩy kịp tiến độ cho khâu hậu kỳ của bộ phim, đồng thời mong muốn bày tỏ tấm lòng, sự tri ân và trân trọng dành cho những người anh hùng đã hy sinh cho đất nước trong ngày trọng đại này. Để làm được điều này, Tuyền đã phải tìm kiếm và lắng nghe một số bài hát về cách mạng cũng như các ca khúc mang âm hưởng dân ca Nam Bộ, đồng thời nhận được sự hỗ trợ của Cao Minh và ba thành viên trong đội ngũ sản xuất âm nhạc S•Hube gồm Đặng Minh Trí (Trid Minh), Trần Dũng Khánh (TDK) và Nguyễn Thanh Bình (N.T.B) – người đồng tham gia soạn nhạc với Tuyền và chịu trách nhiệm phần hòa âm phối khí cho bài hát.
Toàn bộ phần lời hát chính do Cao Minh thể hiện được Tuyền viết dựa theo lời thơ của chính Bùi Thạc Chuyên, mang dấp dáng "hiện thân của lớp chiến sĩ kỳ cựu", trong khi Diễm Hằng Lamoon thể hiện một phần điệp khúc mang đậm chất dân ca Nam Bộ, đại diện cho "thế hệ trẻ đầy nhiệt huyết, sẵn sàng kế thừa và tiếp nối sự nghiệp của các bậc cha chú đi trước". Video âm nhạc kèm lời của ca khúc được phát hành vào ngày 7 tháng 4 năm 2025, cùng thời điểm ra mắt ca khúc chủ đề của bộ phim, và nhận về những lời khen ngợi từ khán giả.

## Phát hành

### Quảng bá
Ngày 30 tháng 4 năm 2024, áp phích teaser của phim và một đoạn teaser ngắn đầu tiên được công bố. Ngày 21 tháng 12 năm 2024, áp phích tiếp theo và một đoạn teaser trailer dài hơn 1 phút của phim đã được ra mắt. Tối ngày 5 tháng 3 năm 2025, trailer chính thức của bộ phim đã được ra mắt.
Ngày 31 tháng 3 năm 2025, bộ phim có buổi ra mắt tại thành phố Hồ Chí Minh, với sự quy tụ của dàn diễn viên, đoàn làm phim và những nhân vật khách mời. Đến ngày 2 tháng 4, bộ phim có buổi ra mắt tại Hà Nội.

### Công chiếu
Địa đạo: Mặt trời trong bóng tối ban đầu được dự kiến phát hành vào ngày 30 tháng 4 năm 2025, đúng dịp kỷ niệm 50 năm ngày Giải phóng miền Nam, thống nhất đất nước, nhưng sau đó được đẩy lên công chiếu vào ngày 4 tháng 4 năm 2025. Trước sức ảnh hưởng và thành công to lớn của bộ phim, một phiên bản đặc biệt của bộ phim đã được ra mắt vào đúng ngày 30 tháng 4 như là một món quà cảm ơn gửi đến khán giả, với thời lượng được giảm xuống còn 125 phút. Theo Bùi Thạc Chuyên, phiên bản đặc biệt của tác phẩm được xây dựng lại một phần dựa theo ý kiến của khán giả, bao gồm việc thêm thắt vào tình tiết về cuộc sống đời thường của những chiến sĩ du kích, cũng như giải đáp một số tình tiết khiến khán giả lấn cấn nhằm giúp diễn biến của tác phẩm trở nên "mạch lạc, rõ ràng, và chú trọng yếu tố cảm xúc nhiều hơn".

## Đón nhận

### Doanh thu
Kể từ sau ngày khởi chiếu chính thức và hai ngày chiếu sớm, tổng doanh thu của bộ phim là 172,5 tỷ VND. Tờ Tuổi Trẻ cho biết rằng bộ phim cần phải thu về khoảng 180 tỷ VND để hòa vốn.
Ngày 10 tháng 4 năm 2025, bộ phim đã vượt mức 100 tỷ VND chỉ sau một tuần công chiếu, qua đó trở thành bộ phim lịch sử – chiến tranh đầu tiên trong lịch sử điện ảnh Việt Nam cán mốc thành tích này, đồng thời còn vinh dự là một trong tám bộ phim có doanh thu phòng vé vượt 100 tỷ VND trong năm 2025, sau Bộ tứ báo thủ (332,2 tỷ VND), Nụ hôn bạc tỷ (211,6 tỷ VND), Đèn âm hồn (106 tỷ VND), Nhà gia tiên (242,5 tỷ VND), Quỷ nhập tràng (149,7 tỷ VND), Lật mặt 8: Vòng tay nắng (232 tỷ VND), và Thám tử Kiên: Kỳ án không đầu (248,9 tỷ VND). Trong dịp cuối tuần từ ngày 18 đến ngày 20 tháng 4, bộ phim bán được 118 nghìn vé cho khán giả và thu về thêm 11 tỷ VND, nâng tổng mức doanh thu lên đến hơn 150 tỷ VND.

### Đánh giá

#### Đánh giá trong ngành
— Lê Hồng Lâm, chia sẻ trên báo Dân Trí.
Bộ phim nhận được những lời khen ngợi của những người trong nghề vì tinh thần dấn thân, lăn xả của toàn bộ đoàn làm phim ngay khi bộ phim ra mắt. Trong buổi ra mắt bộ phim tại Hà Nội, diễn viên Xuân Bắc – Cục trưởng Cục Nghệ thuật biểu diễn Việt Nam – đã bày tỏ mong muốn khán giả sẽ không bỏ qua bộ phim này, đặc biệt là các bạn trẻ, những cá nhân "luôn hừng hực trái tim yêu nước, hướng đến những giá trị truyền thống nhân văn của dân tộc ta hay những ai đang tìm kiếm thước phim về tháng ngày chiến đấu của cha ông ta". Nhà làm phim Phi Tiến Sơn cho biết đây là tác phẩm "dành cho mọi lứa tuổi", bởi nếu thế hệ trẻ cần hiểu về lịch sử đấu tranh của cha ông thì những thế hệ khác xem phim "để không quên đi những ngày tháng hào hùng, bi tráng của dân tộc giữa cuộc sống nhiều biến chuyển". Trong khi đó, Đỗ Kỷ khẳng định bộ phim đã hoàn toàn chinh phục ông, còn diễn viên Lan Hương dành lời khen ngợi cho bộ phim, đặc biệt là các diễn viên trẻ; và bà cũng mong khán giả trẻ hãy đi xem để thấy giá trị cuộc sống hòa bình hôm nay đã được đánh đổi bởi những gì đã diễn ra trong thời chiến. Đạo diễn Nguyễn Xuân Sơn cho biết khi xem phim, ông không thấy diễn viên mà chỉ thấy những người lính đang chiến đấu tại Củ Chi. Bản thân Bùi Thạc Chuyên cho biết khi thực hiện bộ phim này, ông mong muốn "càng nhiều người xem càng tốt" để cảm nhận được sự kiên cường, bất khuất của cha ông ngày trước.
Cục trưởng Cục Điện ảnh Đặng Trần Cường nhận định đây là tác phẩm đáng tự hào của nền điện ảnh Việt Nam, mong bộ phim sẽ chạm đến trái tim của nhiều thế hệ khán giả nước nhà, riêng nhà làm phim Phan Gia Nhật Linh cho biết đã lâu lắm rồi anh mới được xem một tác phẩm điện ảnh "hoành tráng" đến như thế. Nhà làm phim Charlie Nguyễn nhận định rằng đã lâu lắm rồi mới có một trải nghiệm điện ảnh "sướng" như vậy, bởi bộ phim xứng đáng được phát hành trên toàn thế giới. Một số nhân vật nổi bật như Đỗ Thanh Hải, Như Quỳnh hay Nguyễn Khải Anh đều bày tỏ sự thán phục và xúc động sau khi xem xong bộ phim.
Nhà phê bình điện ảnh Lê Hồng Lâm cho rằng Địa đạo: Mặt trời trong bóng tối xứng đáng có một buổi ra mắt quốc tế ở một liên hoan phim quốc tế lớn. Anh nhận định cảnh du kích đánh trận hoặc tấn công lính Mỹ trong phim "rất ấn tượng và đáng sợ vì cái chất thô mộc. Đây cũng có thể là tính từ chính xác nhất để mô tả cuộc chiến tranh du kích của người lính Việt Nam trong lòng địa đạo". Lâm còn cho biết chiến thắng của bộ phim đã giúp phá bỏ những khuôn mẫu mang tính minh họa mà các tác phẩm về chiến tranh khác từng mắc phải, thay vào đó là sự trần trụi đến chân thực trong từng chi tiết; đồng thời còn tạo ra cơ hội cho những bộ phim Việt Nam khác về đề tài lịch sử, chiến tranh được đầu tư và sản xuất bài bản trong tương lai. Còn nhà biên kịch kiêm nhà văn Nguyễn Quang Lập cho rằng bộ phim xứng đáng được chọn đại diện cho nước nhà để dự thi vòng sơ loại của giải Oscar cho phim quốc tế hay nhất vào năm 2026, bởi ông cho rằng bộ phim đáp ứng về mặt kỹ thuật và đề tài dễ thu hút, thậm chí có thể được đề cử nếu thành công.

#### Đánh giá chuyên môn
Giống như những người trong nghề, bộ phim nhận về những lời khen ngợi từ giới chuyên môn. Nhà báo Mai Nhật trên tờ VnExpress đã chấm bộ phim với số điểm 8,7/10, anh cho biết bộ phim "không bám theo một câu chuyện cụ thể hoặc xoay quanh một gương mặt chính", mà "được xây dựng với tính cách đặc trưng, tạo nên hệ thống nhân vật đa màu sắc". Ngoài ra, anh cũng dành lời khen cho nỗ lực của đoàn làm phim về khâu thiết kế mỹ thuật, quay phim và âm thanh, mặc dù cảm thấy tiếc nuối vì bộ phim không tập trung vào tuyến nhân vật cụ thể nên không đủ kịch tính để đẩy cảm xúc của khán giả lên cao trào. Viết trên tờ Tuổi Trẻ, Hà Trang dành những lời khen ngợi cho sự táo bạo của Bùi Thạc Chuyên khi lựa chọn không gian hẹp của địa đạo với tông màu nâu đất, giúp cho màu phim mang cảm giác hoài niệm cho khán giả. Cô cũng tỏ ra ấn tượng với cách kể chuyện liền mạch và tính nhân văn sâu sắc của bộ phim, gợi nhớ đến bộ phim Giải cứu binh nhì Ryan (1998) của Steven Spielberg và 1917 (2019) của Sam Mendes. Phóng viên Nick M dành những lời khen ngợi về diễn xuất của dàn diễn viên và cách tiếp cận của bộ phim, cho rằng tác phẩm "chọn góc nhìn thô ráp, thực tế và sự bí bách bên dưới địa đạo" để "tái hiện các lát cắt của một thời kỳ lịch sử và khơi gợi tinh thần yêu dân tộc", thay vì tập trung vào yếu tố bi kịch thường thấy ở nhiều bộ phim về đề tài chiến tranh.
Trong khi đó, cây viết Bích Duyên trên tờ Phú Yên đã dành những lời khen ngợi về việc "kết hợp hài hòa, nhuần nhuyễn giữa cảm hứng sử thi và cảm hứng đời thường, giữa chủ nghĩa lãng mạn và chủ nghĩa hiện thực", cũng như những yếu tố nghệ thuật và góc nhìn đa chiều về chiến tranh lẫn con người trong thời chiến, qua đó chạm vào cảm xúc của người xem. Tác giả Châu Xuyên trên tờ Quân đội nhân dân đánh giá bộ phim không chỉ "kể lại một câu chuyện lịch sử mà còn thắp lên ngọn lửa của ký ức, của lòng tự hào và cả khát vọng vươn tới ánh sáng từ những tầng sâu tăm tối". Còn nhà báo Mai Phương trên tờ Người Lao Động nhận định bộ phim đã truyền tải được tinh thần của những chiến sĩ trẻ tuổi, điện ảnh hóa câu chuyện lịch sử tưởng chừng khô khan, giúp người xem hiểu được những vất vả, khó khăn khi sinh hoạt và chiến đấu bên trong địa đạo.

## Tranh cãi
Dù nhận nhiều lời khen từ giới chuyên môn và khán giả, bộ phim cũng nhận về nhiều tranh cãi khi một số khán giả cho rằng họ không có được cảm xúc bi tráng, khí thế oai hùng, xúc động mạnh mẽ khi xem phim. Trên các diễn đàn phim ảnh, nhiều khán giả cũng có ý kiến bày tỏ về việc phim cắt dựng quá nhanh, lời thoại khó nghe khiến khán giả bị chi phối khi xem, cũng như việc họ không nắm bắt được hết tuyến nhân vật và khó theo dõi được mạch phim.
Trên thực tế, Bùi Thạc Chuyên đã lường trước được những điều này từ sớm, ông cho biết hầu hết phim chiến tranh sẽ chọn góc khai thác bối cảnh những chiến trận do hai bên quân đội đấu với nhau. Riêng về việc phim bị chỉ trích về phần cắt dựng quá nhanh, ông tiết lộ bản dựng ban đầu của phim dài hơn 180 phút nhưng sau đó phải cắt ngắn xuống còn 128 phút ở bản chiếu rạp, trong đó có một cảnh mà ông rất tâm đắc, đó là nội tâm của nhân vật Bảy Theo trước khi hi sinh. Ông đồng thời khẳng định bản thân ông luôn làm phim theo lối kể chuyện khiêm nhường, không khoa trương, không mang dụng ý dẫn dắt và định hướng khán giả, luôn sẵn sàng đón nhận những ý kiến khác nhau từ họ.
Bên cạnh tranh cãi về nhịp phim, tác phẩm cũng gây tranh cãi khi có hai cảnh ân ái giữa nhân vật Út Khờ với người giấu mặt và giữa nhân vật Ba Hương với Tư Đạp trong phim. Trả lời về vấn đề này, Bùi Thạc Chuyên giải thích rằng cả hai cảnh này đều thể hiện tiếng nói của khát vọng sống mãnh liệt giữa lằn ranh sinh tử và tất cả đều lấy cảm hứng từ những câu chuyện có thật trong thời chiến.